# Mike Morwood
Michael John „Mike“ Morwood (* 27. Oktober 1950 in Auckland, Neuseeland; † 23. Juli 2013 in Darwin, Australien) war ein Archäologe und Professor an der School of Human and Environmental Studies der University of New England in Armidale, New South Wales. 2003 leitete Morwood das australische Team, das gemeinsam mit indonesischen Kollegen die ersten Funde des Homo floresiensis entdeckte.

## Leben
Mike Morwood studierte Archäologie an der University of Auckland in Neuseeland und promovierte 1980 an der Australian National University. Seit 1981 hielt er als Lecturer Vorlesungen an der University of New England in Armidale. Sein vorrangiges Forschungsthema galt der Archäologie der Aborigines, also der Frühgeschichte der Besiedelung Australiens, insbesondere in der Region Kimberley im Norden von Australien. Diese Region lag während der Kaltzeiten – wegen des niedrigen Wasserstands in den Ozeanen als Folge der Vereisungen – den Küsten Asiens am nächsten. Deswegen vermutete man, dass dort die Landnahme der ersten Zuwanderer des anatomisch modernen Menschen (Homo sapiens) stattgefunden hatte. Nach Jahren der Forschung in Australien richtete Morwood seinen Blick von Australien nach Nordwesten, hin zu den Inseln Indonesiens, mit dem Ziel, den Weg der Zuwanderer vom asiatischen Festland nach Australien zu rekonstruieren. Auf seine Initiative hin entstand Mitte der 1990er-Jahre eine australisch-indonesische Forschungskooperation, die ab 2001 als Forschungsregion, aufgrund zahlreicher früherer Funde von Steingeräten, u. a. in Mata Menge im Soa-Becken, die indonesische Insel Flores auswählte. Als besonders lohnenswert wurde die Höhle Liang Bua erkannt, in der dann am 10. August 2003 in sechs Metern Tiefe der erste Knochen (eine Speiche) eines zunächst als „nicht-modernes Kind“ gedeuteten homininen Fossils freigelegt wurde. Am 2. September 2003 stieß man dann in der Nähe dieses Fundes auf einen sehr kleinen Schädel und kurz darauf auf weitere, zugehörige Knochen, die später einem bis dahin unbekannten Vertreter der Gattung Homo, genannt Homo floresiensis oder scherzhaft „Hobbit“, zugeordnet wurden.
Von 1992 bis 2000 war er Präsident der Australian Rock Art Research Association (AURA), die sich dem Schutz und der Erforschung von Felszeichnungen widmet.
Morwood verstarb im Juli 2013 im Alter von 62 Jahren an den Folgen einer Krebserkrankung.

## Schriften
- The prehistory of Aboriginal landuse on the upper Flinders River, North Queensland Highlands. In: Queensland Archaeological Research. Band 7, 1990, S. 3–56, doi:10.25120/qar.7.1990.126
- als Hauptautor: AMS Radiocarbon Ages for beeswax and charcoal pigments in North Kimberley rock art. In: Rock Art Research. Band 27, Nr. 1, 2010. S. 3–8.
- als Hauptautor: Fission-track ages of stone tools and fossils on the east Indonesian island of Flores. In: Nature, Band 392, 1998, S. 173–176, doi:10.1038/32401
- als Hauptautor: Archaeology and age of a new hominin from Flores in eastern Indonesia. In: Nature, Band 431, 2004, S. 1087–1091, doi:10.1038/nature02956
- mit Penny van Oosterzee: The Discovery of the Hobbit: The Scientific Breakthrough that Changed the Face of Human History. Random House Australia, 2006, ISBN 978-1741667028
- mit D. R. Hobbs: Visions from the Past: The Archaeology of Australian Aboriginal Art.  Smithsonian Institution Scholarly Press, 2002, ISBN 978-1588340917